# مایکل کیمن
مایکل کِیمن (انگلیسی: Michael Arnold Kamen؛ زاده ۱۵ آوریل ۱۹۴۸ – درگذشته ۱۸ نوامبر ۲۰۰۳) موسیقی‌دان اهل ایالات متحده آمریکا بود. وی بین سال‌های ۱۹۷۶ تا ۲۰۰۳ میلادی فعالیت می‌کرد.
از فیلم‌ها و مجموعه‌های تلویزیونی‌ای که وی در آن‌ها نقش داشته است، می‌توان به برزیل و مینی‌سریال لبه تاریکی اشاره نمود.